# Схема с разностями против потока
Схема с разностями против потока в вычислительной физике — класс методов дискретизации для решения (явными схемами) дифференциальных уравнений в частных производных гиперболического типа (гиперболических уравнений).
Например, одномерное уравнение волны имеет вид
{\displaystyle \qquad {\frac {\partial u}{\partial t}}+a{\frac {\partial u}{\partial x}}=0}
Оно описывает распространение волны в направлении {\displaystyle x} со скоростью {\displaystyle a}. Такое уравнение также является математической моделью одномерной линейной адвекции. Рассматривая обыкновенную точку сетки {\displaystyle i}, в одномерном случае есть только два допустимых направления, левое и правое. Если {\displaystyle a} положительна, то левая сторона называется направлением против потока, а правая сторона называется направлением по потоку. (Если {\displaystyle a} отрицательна, то наоборот). Если при использовании конечных разностей для пространственной производной {\displaystyle \partial u/\partial x} содержит больше точек на стороне против потока, то схема называется схемой с разностями против потока.

## Первого порядка
Простейший пример, пример первого порядка:
{\displaystyle \quad (1)\qquad {\frac {u_{i}^{n+1}-u_{i}^{n}}{\Delta t}}+a{\frac {u_{i}^{n}-u_{i-1}^{n}}{\Delta x}}=0\quad {\text{for}}\quad a>0}
{\displaystyle \quad (2)\qquad {\frac {u_{i}^{n+1}-u_{i}^{n}}{\Delta t}}+a{\frac {u_{i+1}^{n}-u_{i}^{n}}{\Delta x}}=0\quad {\text{for}}\quad a<0}

## Компактная форма
Определяя 
{\displaystyle \qquad \qquad a^{+}={\text{max}}(a,0)\,,\qquad a^{-}={\text{min}}(a,0)}
{\displaystyle \qquad \qquad u_{x}^{-}={\frac {u_{i}^{n}-u_{i-1}^{n}}{\Delta x}}\,,\qquad u_{x}^{+}={\frac {u_{i+1}^{n}-u_{i}^{n}}{\Delta x}}},
два условных уравнения (1) и (2) можно записать в одном:
{\displaystyle \quad (3)\qquad u_{i}^{n+1}=u_{i}^{n}-\Delta t\left[a^{+}u_{x}^{-}+a^{-}u_{x}^{+}\right]}
Такое уравнение представляет схемы с разностями против потока в общем виде. Стабильность схемы с разностями против потока определяется критерием Куранта — Фридрихса — Леви.